# Гиндърещ
Гиндърещ (на руски: Новенькое; на румънски: Ghindărești) е село на брега на Дунав, което е център на селска община в окръг Кюстенджа в Северна Добруджа, Румъния. Тук живее съществена общност от липовaни – старообредци.

## География
Селото се намира в северозападната част на окръг Констанца, на десния бряг на река Дунав 10 км нагоре по течението южно от град Хърсово. Селото граничи на север кметство Чобану, южно – кметство Топалу и на изток – кметство Хория.

## История и демография
Селото възниква по време на късните вълни на миграция на старообредците в Добруджа. Първото споменаване на липованското село в тази област датира от 15 октомври 1837, според което: 
| „     | ...липованците в Турция са именно тези в Гиндерещ. | “ |
| [ 2 ] |                                                    |   |

 От 1966 г. община Гиндерещ съществува като административна единица.
|  |  |  |

|  |  |  |

## Култура и стопанство
Днес мнозинството от населението на селото все още се числи към старообредското православие, което превръща Гиндърещ в духовен център за единоверците им в Добруджа. Традиционното им облекло се носи и днес на църква и на празници. В селото работи читалище, училището „С.А. Есенин“ с класове I-VIII училище и две църкви – „Възнесение Господне“ и „Богоявление“. На  27 септември 2010 на скала на десния бряг на река Дунав близо до селото е издигнат православен кръст с 12 m височина.
Земеделието и животновъдството заемат 30% от активната работна сила на селото, а дунавския риболов – 10% от населението. Останалата част от трудоспособното население работи в строителството в страната и в чужбина.